# El Salitre, västra Temascaltepec
El Salitre är en ort i kommunen Temascaltepec i delstaten Mexiko i Mexiko. Samhället hade 811 invånare vid folkräkningen 2020 och ligger nära till gruvan Mina Tizapa.